# 명동 삼국지
"명동 삼국지"는 한국에서 제작된 임권택 감독의 1971년 영화이다. 최무룡 등이 주연으로 출연하였고 정웅기 등이 제작에 참여하였다.

## 출연

### 주연
- 최무룡
- 김지미